# Résztelek
Résztelek település Romániában, Szatmár megyében.

## Fekvése
Szatmárnémetitől délkeletre, Oroszfalva és Ivácskó közt fekvő település.

## Nevének eredete
Nevét a rész és telek szavak összetételéből vette. (A telkek részekre oszlanak)
Román neve a Tatar családnév továbbképzett alakja.

## Története
Résztelek nevét az oklevelek 1406-ban említették először Olahalem néven.
1411-ben  Reztheleke, 1424-ben Reezthelek, 1470-ben Rezthelek néven írták.
Nevét 1406-ban a szatmári polgárok Csedrek földjének Kisgelénestől, vagy másképp Pálfalvától történő elhatárolásakor említették a hajdani vajdák, Drág és Balk román népességű, névnélküli faluját.
A falut Hirip határain belül hozták létre, s mivel Szatmár város Résztelek mezejéhez közel esett, felvette róla a Résztelek nevet is.
1406-ban mező volt, mikor a szatmári polgárok Csedrek földjét Kisgelénes, másképp Pálfalva birtoktól elhatárolták.
1411-ben már lakott hely, Szatmár városához tartozó település, melyet Zsigmond király Lazarevics István szerb despotának adományozott.
1424-ben már Részteleknek említették, mikor Bélteki Balk fia: Sandrin fiai: János és László, valamint Balk testvére, Drágh fiai: György és Sandrin e román lakosságú falun megosztoztak.
Résztelek határába olvadt még Ricstelek (Résztelek) is, melynek nevét 1264-ben említették először az oklevelek Richteluky néven.
1431-ben már csak pusztának nevezték, de Károlyi Lanc és testvére  Bertalan, Károlyi Jakab és János, atyafiai: Csomaközi Pál, Bagosi Péter, Vetési Ambrus és László fia: Jakab tiltják Szatmár város telepeseit és népeit, valamint a Bélteki Drágfiakat az ekkor már pusztának nevezett hely elfoglalásától.
1463-ban már ismét lakott, ekkor Mátyás király Szapolyai Imrének és testvéreinek: Miklós püspöknek és Istvánnak zálogosította el tízezer arany forintért Szatmár és Németi mezővárosokkal és Mudaram (Madarász) faluval együtt.
A Szatmár város jobbágyait még a 19. században is megkülönböztették a gróf Károlyiak részteleki jobbágyaitól. A két falurészt a Toi Sátului patak választotta el egymástól. Szatmár város földjei a Szatmárhegy felőli oldalon, míg a Károlyiaké a patasktól nyugatra feküdtek.
1555 után az erdődi uradalommal a szatmári várhoz tartozott az 1711 évi békéig, ekkor Szatmár város a maga részét megtartotta, a többit gróf Károlyi Sándor kapta meg. E a két birtokosé volt a 19. század közepéig.
Zinzendorf Ferdinánd gróf hozott német telepeseket a megyébe, 1724-ben Réztelekre. Míg Károlyi Sándor főleg svábokat hívott, addig Zinzendorf frankokat (Vonház I. i. m. Pécs, 1931. 31–32., 34., 58–59., 65., 84., 88–93. 103. 1.).
A 20. század elején gróf Károlyi Alajos volt a nagyobb birtokosa. Ekkor Szatmár vármegye Erdődi járásához tartozott.
Az 1910-es népszámlálás adatai szerint 1121 lakója volt, ebből 52 magyar, 1068 román, melyből 15 római katolikus, 1070 görögkatolikus, 23 izraelita volt.

## Nevezetességek
- Görögkatolikus temploma 1826-ban épült.